# Made in the USA (chanson)
Pour les articles homonymes, voir Made in the USA.
 (juillet 2013).
Si vous disposez d'ouvrages ou d'articles de référence ou si vous connaissez des sites web de qualité traitant du thème abordé ici, merci de compléter l'article en donnant les références utiles à sa vérifiabilité et en les liant à la section « Notes et références ».
Singles de Demi Lovato
Heart Attack
(2013) Neon Lights
(2013)
Made in the USA est le second single de Demi, le quatrième album de Demi Lovato.
Il est sorti le 2 juillet 2013, et le clip met en scène un soldat Dustin Milligan et son amoureuse Aimee Teegarden.

## Composition
Made in the USA est une chanson pop rock uptempo avec une longueur en cours d'exécution à trois minutes et seize secondes. 
La chanson a été écrite par Corey Chorus, Demi Lovato, Jason Evigan, Jonas Jeberg et Blair Perkins. Elle parle d'un amour patriotique entre un militaire et sa petite amie qu'il espère revoir. À la sortie de l'album, le Billboard a déclaré que la chanson était "la bonne recette du « plaisir bubblegum » adaptée à la voix de Lovato", et a comparé sa voix à la chanson Party in the U.S.A. (2009) de sa compatriote Miley Cyrus. Le Billboard a également décrit la chanson comme « un up-tempo rouge-bleu-blanc teinté de célébration de l'amour éternel » et a déclaré que la chanson contenait une « guitare mélancolique léchée et certaines déclarations romantiques féroces. »

## Crédits
- Chant: Demi Lovato

## Classement
| Chart (2013)                          | Position |
| ------------------------------------- | -------- |
| Belgique (Ultratip Flanders)          | 17       |
| Europe (European Hot 100 Singles)     | 87       |
| Irlande (IRMA)                        | 50       |
| Italie (FIMI)                         | 100      |
| Liban (Lebanese Top 20)               | 20       |
| Slovaquie (Rádio Top 100)             | 62       |
| Royaume-Uni (Official Charts Company) | 89       |
| États-Unis (Billboard Hot 100)        | 80       |
| États-Unis (Mainstream Top 40)        | 40       |